# Orlando Rodrigues
Orlando Sergio Rodrigues Gomes (Torres Vedras, 21 d'octubre de 1969 és un ciclista portuguès, ja retirat, professional des del 1991 fins al 2003.
Bon esprintador, en el seu palmarès destaca el Campionat nacional de ciclisme en ruta de 1994 i la Volta a Portugal de 1994 i 1995. Durant la seva carrera esportiva va prendre part en dues edicions dels Jocs Olímpics d'Estiu, el 1996 i 2000.
Una vegada retirat, el 2007 i 2008, va exercir com a director esportiu de l'equip Benfica.

## Palmarès
- 1989
  - Vencedor d'una etapa de la Volta a l'Algarve
  - Vencedor d'una etapa de la Volta a l'Alentejo
- 1990
  - 1r a la Clàssica de Vila Franca de Xira
- 1991
  - Vencedor de 2 etapes de la Volta a Portugal
- 1992
  - 1r al Circuit de Casais de Sao Lourenco
- 1993
  - Vencedor d'una etapa al Gran Premi Jornal de Notícias
- 1994
  -  Campió de Portugal en ruta
  - 1r al Circuit de Getxo
  - 1r a la Volta a Portugal i vencedor d'una etapa
  - Vencedor d'una etapa al Trofeu Joaquim Agostinho
- 1995
  - 1r a la Volta a Portugal i vencedor d'una etapa
  - 1r al Trofeu Joaquim Agostinho
- 1997
  - Vencedor d'una etapa del Gran Premi Internacional Telecom
- 1998
  - Vencedor d'una etapa al Gran Premi Jornal de Notícias

### Resultats al Giro d'Itàlia
- 1999. 51è de la classificació general
- 2000. 66è de la classificació general

### Resultats al Tour de França
- 1996. 54è de la classificació general
- 1997. 33è de la classificació general
- 1998. Abandona (17a etapa)
- 2000. 87è de la classificació general

### Resultats a la Volta a Espanya
- 1992. 65è de la classificació general
- 1993. 76è de la classificació general
- 1994. 96è de la classificació general
- 1995. 14è de la classificació general
- 1996. 34è de la classificació general
- 1997. Abandona (7a etapa)
- 1999. 70è de la classificació general